# Fetenhits
Fetenhits ist eine von Universal Music in unregelmäßigen Abständen veröffentlichte Serie von CD-Kompilationen für Partymusik. Seit 1995 wurden 4 CDs, 79 Doppel-CDs, 10 Musikkassetten, zwei 4-CD-Boxen, fünfzehn 3-CD-Boxen, eine 5-CD-Box, fünf digitale Alben und drei DVDs veröffentlicht. Jede Kompilation steht unter einem bestimmten Motto, z. B.: Schlager oder The Real Classics.

## Besonderheiten
Unter anderem werden auch Alben mit speziellen Themen veröffentlicht, z. B.: Italo Dance Classics, The Rare Classics oder Studio 54.
Außerdem gibt es Alben, die zur Serie gehören, aber einen anderen Titel tragen:
- Wiesn Hits
- Ein Kuss im Kornfeld (Soundtrack von „Bauer sucht Frau“)[3]
- Lady Hits
- Fetenmix (Vol. 1–3)
- Ran Stadion Hits
- Der Neue-Deutsche-Welle-Mix
- Foxmix (Vol. 1–2) sowie Der deutsche Foxmix

2006/2007 wurden fünf kleine Alben, mit jeweils fünf Titeln, ausschließlich digital über iTunes, Musicload und AOL vertrieben:
- Fetenhits – The Real Classics Vol. 1
- Fetenhits Mallorca
- Fetenhits Biergarten
- Fetenhits Sommer 2007
- Fetenhits Grillparty

2009/2010 veranstaltete Aral eine Sammelaktion, bei der Kunden verschiedene Fetenhits-CDs als Prämie erhalten konnten.
- Fetenhits – Real Classics
- Fetenhits – Schlager Classics
- Fetenhits – Summer Classics
- Fetenhits – Austro Pop Classics (von BP)
- Fetenhits – Disco Classics
- Fetenhits – Neue Deutsche Welle
- Fetenhits – Kids Classics
- Fetenhits – The Ballads
- Fetenhits – On the Road

Ab 11. Februar 2017 waren 5 exklusive Fetenhits-Doppel-CDs bei Aldi-Süd erhältlich:
- Fetenhits – 80s
- Fetenhits – Après Ski
- Fetenhits – Dancefloor Classics
- Fetenhits – Karneval
- Fetenhits – Kinder Disco

## DVD
Seit 2002 wurden drei DVDs veröffentlicht:
- Fetenhits The Real Classics (mit 26 Musikvideos)
- Fetenhits Neue Deutsche Welle (mit 12 Musikvideos, 8 davon auch als Karaoke-Version)
- Fetenhits Karaoke (mit 22 Musikvideos, alle auch als Karaoke-Version)

## Bisher erschienen
- 05.09.1995: Fetenhits – The Real Classics (Doppel-CD; MC)
- 14.05.1996: Fetenhits – Die Deutsche (Doppel-CD; MC)
- 13.12.1996: Fetenhits – The Real Classics Vol. 2 (Doppel-CD; MC)
- 26.03.1997: Fetenhits – Schlager (Doppel-CD)
- 04.04.1997: Fetenhits – Schlager (MC)
- 15.09.1997: Fetenhits – The Ballads (Doppel-CD)
- 24.10.1997: Fetenhits – Schlager Vol. 2 (Doppel-CD; MC)
- 04.12.1997: Fetenhits – The Real Classics Vol. 3 (Doppel-CD; MC)
- 27.03.1998: Fetenhits – Neue Deutsche Welle (Doppel-CD; MC)
- 12.06.1998: Fetenhits – Discofox (Doppel-CD)
- 15.06.1998: Fetenhits – Discofox (MC)
- 25.09.1998: Fetenhits – Discofox Vol. 2 (Doppel-CD; MC)
- 20.11.1998: Fetenhits – Rock Classics (Doppel-CD)
- 29.01.1999: Fetenhits – Rare Classics (Doppel-CD)
- 26.02.1999: Fetenhits – Die Deutsche Vol. 2 (Doppel-CD; MC)
- 21.05.1999: Fetenhits – Oldies (Doppel-CD)
- 24.09.1999: Fetenhits – The Real 80’s (Doppel-CD)
- 08.11.1999: Fetenhits – The Rare Maxi Classics (Doppel-CD)
- 10.12.1999: Fetenhits – The Real 90’s (Doppel-CD)
- 20.04.2000: Fetenhits – The Real Classics Vol. 4 (Doppel-CD)
- 27.07.2000: Fetenhits – The Real Summer Classics (Doppel-CD)
- 14.09.2000: Fetenhits – Party Rock Classics (Doppel-CD)
- 09.11.2000: Fetenhits – Neue Deutsche Welle Vol. 2 (Doppel-CD)
- 04.01.2001: Fetenhits – The Real Après Ski Classics (Doppel-CD)
- 05.04.2001: Fetenhits – 70’s Disco Classics (Doppel-CD)
- 19.10.2001: Fetenhits – Best of 2001 – Party (Doppel-CD)
- 28.12.2001: Fetenhits – Après Ski (Doppel-CD)
- 25.01.2002: Fetenhits – The Rare Party Classics (Doppel-CD)
- 01.07.2002: Fetenhits – New Rock Party (Doppel-CD)
- 04.11.2002: FetenMix (Doppel-CD)
- 04.11.2002: Fetenhits – Best of 2002 (Doppel-CD)
- 11.11.2002: Fetenhits – The Real Classics (DVD)
- 25.11.2002: Fetenhits – Neue Deutsche Welle (DVD)
- 23.12.2002: Fetenhits – Après Ski 2003 (Doppel-CD)
- 17.03.2003: FetenMix Vol. 2 (Doppel-CD)
- 17.03.2003: LadyHits – for women only (Doppel-CD)
- 17.03.2003: Fetenhits – The Real 70’s (Doppel-CD)
- 10.06.2003: Fetenhits – Eurodance Classics (Doppel-CD)
- 14.07.2003: Fetenhits – Eurodance Megamix 2003 (CD)
- 15.09.2003: Fetenhits – Italo Dance Classics (Doppel-CD)
- 06.10.2003: Fetenhits – Italo Dance Megamix (CD)
- 27.10.2003: Fetenhits – Best of 2003 (Doppel-CD)
- 15.12.2003: Fetenhits – Karaoke (DVD)
- 22.12.2003: Fetenhits – Après Ski 2004 (Doppel-CD)
- 23.02.2004: Fetenhits – Black Classics (Doppel-CD)
- 22.03.2004: FetenMix Vol. 3 (Doppel-CD)
- 06.09.2004: Fetenhits – The Real Classics Vol. 5 (Doppel-CD)
- 25.10.2004: Fetenhits – Best of 2004 (Doppel-CD)
- 07.01.2005: Fetenhits – Après Ski 2005 (Doppel-CD)
- 14.01.2005: Fetenhits – Alpen Party (4 CDs)
- 21.10.2005: Fetenhits – Best of 2005 (Doppel-CD)
- 06.01.2006: Fetenhits – Après Ski 2006 (Doppel-CD)
- 24.02.2006: Fetenhits – Essential Disco (CD)
- 11.08.2006: Fetenhits – The Real Megamixes (Doppel-CD)
- 27.10.2006: Fetenhits – Best of 2006 (Doppel-CD)
- 15.12.2006: Fetenhits – Après Ski 2007 (Doppel-CD)
- 20.04.2007: Fetenhits – The Best of Real Classics (Doppel-CD)
- 15.06.2007: Fetenhits – Mallorca (Doppel-CD)
- 13.07.2007: Fetenhits – Mallorca (Digital-Album)
- 27.07.2007: Fetenhits – Grillparty (Digital-Album)
- 10.08.2007: Fetenhits – Biergarten (Digital-Album)
- 24.08.2007: Fetenhits – Sommer 2007 (Digital-Album)
- 26.10.2007: Fetenhits – Best of 2007 (Doppel-CD)
- 04.01.2008: Fetenhits – Après Ski 2008 (Doppel-CD)
- 07.03.2008: Fetenhits – Discofox – Die Deutsche (Doppel-CD)
- 30.05.2008: Fetenhits – Fußball (Doppel-CD)
- 19.09.2008: WiesnHits 2008 (Doppel-CD)
- 10.10.2008: Ein Kuss im Kornfeld (Doppel-CD)
- 31.10.2008: Fetenhits – Best of 2008 (Doppel-CD)
- 05.01.2009: Fetenhits – Après Ski 2009 (nur digital über Musicload)
- 30.01.2009: Fetenhits – Alpenglühn (Doppel-CD)
- 24.04.2009: Fetenhits – Studio 54 (Doppel-CD)
- 07.08.2009: Fetenhits – Discofox Die Deutsche Vol. 2 (Doppel-CD)
- 30.10.2009: Fetenhits – Best of 2009 (Doppel-CD)
- 18.12.2009: Fetenhits – Après Ski Hits 2010 (Doppel-CD)
- 28.05.2010: Fetenhits – Fußball-WM 2010 (Doppel-CD)
- 10.09.2010: Fetenhits – Oktoberfest (Doppel-CD)
- 29.10.2010: Fetenhits – Rare Classics Vol.2 (Doppel-CD)
- 17.12.2010: Fetenhits – Apres Ski 2011 (Doppel-CD)
- 25.02.2011: Fetenhits – The Real Classics Vol. 6 (Doppel-CD)
- 29.07.2011: Fetenhits – Das Beste (4 CDs) (nur über Shop24Direct)
- 16.09.2011: Fetenhits – Discofox Die Deutsche Vol. 3 (Doppel-CD)
- 16.12.2011: Fetenhits – Après Ski 2012 (3 CDs)
- 01.06.2012: Fetenhits – EM Sommer 2012 (Doppel-CD)
- 30.11.2012: Fetenhits – Silvester 2012 (3 CDs)
- 26.04.2013: Fetenhits – 80’s Maxi Classics (3 CDs)
- 20.09.2013: Fetenhits – Funk & Soul (Doppel-CD)
- 29.11.2013: Fetenhits – Silvester 2013 (3 CDs)
- 06.06.2014: Fetenhits – Fußball-WM 2014 (Doppel-CD)
- 05.09.2014: Fetenhits – Oktoberfest (Doppel-CD)
- 05.09.2014: Fetenhits – The Real House Classics (Doppel-CD)
- 31.10.2014: Fetenhits – Discofox – Die Deutsche 2014 (3CDs)
- 31.10.2014: Fetenhits – Discofox 2014 (3 CDs)
- 07.11.2014: Fetenhits – Karneval (Doppel-CD)
- 21.11.2014: Fetenhits – Silvester 2014 (3 CDs)
- 19.12.2014: Fetenhits – Après Ski Classics (Doppel-CD)
- 17.04.2015: Fetenhits – Die Deutsche – Best Of (3 CDs)
- 17.04.2015: Fetenhits – Schlager – Best Of (3 CDs)
- 17.04.2015: Fetenhits – Neue Deutsche Welle – Best Of (3 CDs)
- 08.05.2015: Fetenhits – Mallorca Classics (Doppel-CD)
- 04.09.2015: Fetenhits – Oktoberfest (Doppel-CD)
- 30.10.2015: Fetenhits – Reloaded (Doppel-CD)
- 20.11.2015: Fetenhits – 70’s – Best Of (3 CDs)
- 20.11.2015: Fetenhits – 80’s – Best Of (3 CDs)
- 20.11.2015: Fetenhits – 90’s – Best Of (3 CDs)
- 20.11.2015: Fetenhits – Silvester 2015 (3 CDs)
- 03.06.2016: Fetenhits – EM Sommer 2016 (Doppel-CD)
- 14.10.2016: Fetenhits – Discofox – Die Deutsche Vol. 4 (Doppel-CD)
- 02.06.2017: Fetenhits – The Real Summer Classics – Best Of (3 CDs)
- 01.12.2017: Fetenhits – Dance 2017–2018 (Doppel-CD)
- 08.06.2018: Fetenhits – Fußball-WM 2018 (3 CDs)
- 12.10.2018: Fetenhits – Disco – Best Of (3 CDs)
- 19.10.2018: Fetenhits – The Real Classics – Best Of (3 CDs)
- 07.09.2018: Fetenhits – Oktoberfest (Doppel-CD)
- 21.06.2019: Fetenhits – Flower Power – Best Of (3 CDs)
- 21.06.2019: Fetenhits – 80s Maxi Classics Vol. 2 (3 CDs)
- 21.06.2019: Fetenhits – One Hit Wonder – Best Of (3 CDs)
- 31.01.2020: Fetenhits – NDW Maxi Classics – Best Of (3 CDs)
- 17.04.2020: Fetenhits – Rock Classics – Best Of (3 CDs)
- 17.04.2020: Fetenhits – 90s Maxi Classics (3 CDs)
- 24.09.2021: Fetenhits – 25 Years (5 CDs)
- 30.09.2022: Fetenhits – Disco (3 CDs)
- 23.09.2023: Fetenhits – The Real 90s (4 CDs)
- 30.08.2024: Fetenhits – The Rare Classics 2024 (3 CDs)